# BORN TO BE FREE (X JAPAN의 노래)
〈BORN TO BE FREE〉는 2015년 11월 6일 X JAPAN이 발매한 싱글 앨범이다. 〈JADE〉 싱글 이후 4년만에 발매된 싱글 앨범이고, 요시키가 작사 작곡을 하였다. 발매 후 빌보드 재팬 및 아이튠즈 일본 음악 부문에서도 상위권을 유지하기도 하였다.

## 참여 인원
- 토시 - 보컬
- 스기조 - 기타, 바이올린
- 파타 - 기타
- 히스 - 베이스
- 요시키 - 드럼, 피아노